# Прикладной анализ поведения
Прикладной анализ поведения, ПАП (англ. Applied behavior analysis, ABA) — научная дисциплина, предполагающая использование современной поведенческой теории обусловливания для изменения социально значимого поведения. Поведенческие аналитики отвергают использование гипотетических конструктов, но сосредоточиваются на объективно наблюдаемых отношениях (зависимостях) поведения и окружающей среды. Методы ПАП могут быть использованы для изменения поведения только после функциональной оценки связей (зависимостей) между целевым поведением и внешними событиями. ПАП включает в себя как прикладные методы поведенческого вмешательства, так и фундаментальные исследования принципов, формирующих и поддерживающих человеческое поведение.

## Область применения
В основном, применение ПАП более всего известно как метод терапии для людей с нарушениями развития, прежде всего терапии расстройств аутистического спектра. Однако этот метод имеет широкий спектр применения, включая профилактику заболевания СПИДом, сохранение природных ресурсов, образование (в том числе для систематического повышения школьной успеваемости), геронтологию, поддержание здорового образа жизни и физическую культуру, промышленную безопасность, изучение языков, загрязнение природы, медицинские процедуры, воспитание детей, использование ремней безопасности, терапию при тяжёлых психических нарушениях, спорт, управление зоопарками и уход за животными.

## Определение
ПАП — это прикладная отрасль науки, в которой принципы бихевиоризма планомерно применяются для улучшения социально значимого поведения и где используется экспериментальное определение значимых переменных для изменения поведения. Это одна из областей применения поведенческого анализа. Оставшиеся две — это бихевиоризм, как область научной философии, и экспериментальный анализ поведения, то есть базовые экспериментальные исследования.
Статья Байера, Вольфа, и Ризли за 1968 до сих пор используется как основное описание метода прикладного анализа поведения. В ней описывается семь определяющих характеристик ABA: прикладной, поведенческий, аналитический, технологический, концептуальный, эффективный и общий.

### Характеристики метода
- Прикладной: ПАП уделяет внимание, в первую очередь, социально значимым формам поведения. При этом поведенческие аналитики должны принимать во внимание не только кратковременное изменения поведения, но и так же учитывать то, как эти изменения могут повлиять на клиента, его окружение и на взаимодействие между ними.
- Поведенческий: ПАП работает с поведением, то есть меняется само поведение, а не то, что испытуемый о нём говорит. Для поведенческого аналитика целью является не прекращение жалоб на поведение от клиента, а изменение самого проблемного поведения. К тому же поведение может быть объективно измерено. С тем, что поведением не является, поведенческие аналитики не работают.
- Аналитический: Поведенческий аналитик может так или иначе влиять на то поведение, которое следует изменить. В лабораторных условиях запустить или прекратить целевое поведение по желанию экспериментатора, естественно, легче, чем в натуральной среде. Тем более, что на практике это может быть не всегда этично или легко сделать. Байер, Вольф и Ризли считали, что трудности не должны заставлять науку отклоняться от силы её принципов[19].

Таким образом, они представляли два варианта, которые лучше всего использовать на практике для осуществления контроля над поведением и, одновременно, соблюдением этических норм. Первое — это постоянное отслеживание результата, а второе — это использование нескольких базовых техник одновременно. Отслеживание результата означает, что перед каждым возможным вмешательством со стороны поведенческого аналитика необходимо измерить параметры целевого поведения. Как только определена чёткая картина поведения, производится внешнее воздействие и необходимые параметры поведения вновь измеряются. Если поведение меняется после интервенции, то производится замер новых параметров до тех пор, пока не установится новый стабильный паттерн поведения. Затем, когда вмешательство в поведение прекращается или снижается, то поведение снова измеряется и оцениваются его изменения. Если вмешательство ученого действительно воздействовало на целевое поведение, то параметры поведения должны поменяться одновременно с этими внешними воздействиями.
- Технологический:Если любой поведенческий аналитик возьмёт описание программы обучения, то он сможет «воспроизвести программу с теми же результатами»[19]. Это означает, что программа обучения должна быть очень детально и тщательно прописана, и места для неоднозначности быть не должно. У Купера есть описание хорошего механизма проверки для технологической характеристики: «дайте человеку, квалифицированному в ПАП, внимательно прочитать описание процедуры, а затем подробно её воспроизвести. Если он сделает ошибки, добавит лишние операции или опустит какие-нибудь шаги, или задаст вопросы, чтобы уточнить прочитанное, следовательно, описание является недостаточно технологичным и требует доработки.»[21].
- Концептуальный: Это определяющая характеристика в отношении использования интервенций. Любое исследование и программа в ПАП должны быть концептуально обоснованы с точки зрения основополагающих принципов поведенческого анализа[21].
- Эффективный: При применении поведенческих техник результат изменения в поведении всегда отслеживается. В частности, работа ведётся не с теоретическим значением переменной, а всегда с практической (социальной) значимостью изменений в поведении[19].
- Обобщаемость: Поведенческие аналитики должны ставить такие цели вмешательства, навыки по которым можно применять как можно в большем количестве ситуаций. Изменения в поведении должны длиться в течение долгого времени, в различных условиях, и распространяться на другие виды поведения, а не только на то, которое подвергалось вмешательству. Кроме того, дальнейшее изменение в целевом поведении, уже после прекращения вмешательства, также является примером обобщения.

## Основные понятия в ABA

### Поведение
Поведение — это активность живого организма. Человеческое поведение включает в себя весь спектр человеческой деятельности. Такие внутренние процессы, как мышление или переживание эмоций, также являются поведением.
Чтобы определить, является ли активность поведением или нет, можно применить так называемый «тест мертвеца».:
Если мёртвый может сделать это, значит, это не поведение. И если мёртвый это сделать не может, значит это поведение.
Поведение — это взаимодействие организма или его частей с окружающей средой, которое характеризуется перемещением в пространстве или во времени, в результате которого происходит изменение в любом из измеряемых аспектов окружающей среды.
Часто термин поведение используется для обозначения широкого класса реакций, которые объединены физически или функционально. В этом случае термин реакция означает единичный ответ в целой цепочке поведения.
Если группа реакций имеет одну и ту же функцию, то эта группа называется функциональным классом реакций. Для обозначения набора различных поведений одного человека используется термин — поведенческий репертуар. Он может относиться только к определённому классу реакций, которые имеют отношение к конкретной ситуации, или к каждому виду поведения, которое человек в состоянии совершить.

#### Оперантное научение (обусловливание)
Оперантное поведение определяют его последствия. Обусловливание оперантного поведения — это результат подкрепления (усиления) и наказания (ослабления). Оперантное научение происходит, когда живой организм добровольно совершает некоторое действие специально для получения желаемого результата. Термин «оперантное» подчёркивает тот момент, что окружающая среда обусловливает действия организма по достижению желаемого результата. Пример оперантного научения: когда человек знает, что усердная работа может привести его к продвижению по службе, или когда тщательное изучение материала приведет к высоким оценкам.

### Окружающая среда
Окружающая среда — это целое созвездие условий, в котором существует организм. Она включает в себя как внешние, так и внутренние события организма, но при этом учитываются только реальные физические события. Окружающая среда наполнена стимулами. Под стимулом подразумевается «сигналы, которые влияют на организм через клетки его рецепторов.».
Стимулы могут быть описаны через такие качества:
- Формальные — физические характеристики стимула.
- Временные — то, когда они возникают по отношению к поведению.
- Функциональные — через тот эффект, который они оказывают на поведение.

### Подкрепление (усиление)
Подкрепление — один из важнейших принципов возникновения поведения и ключевой элемент в большинстве поведенческих программ. Это процесс, с помощью которого целевое поведение усиливается; если подкрепление следует сразу после поведения, то это приводит к увеличению частоты такого поведения в будущем.
Положительное подкрепление — после поведения добавляется некоторое событие, и такое добавление приводит к увеличению возникновения этого поведения в будущем.
Отрицательное подкрепление — после поведения в окружающей среде что-то исчезает, и это также приводит к увеличению частоты появления этого поведения в будущем.
Есть несколько различных схем подкрепления, которые по-разному влияют на возникновение поведения в будущем.

### Наказание (ослабление)
Ослабление — это процесс, который следует сразу за поведением, и уменьшает вероятность возникновения этого поведения в будущем. Как и с усилением, существует положительное ослабление (после поведения что-то добавляется в окружающей среде) и отрицательное ослабление (после поведения в окружающей среде что-то исчезает). В общем и целом, существует три типа наказания: возникновение неприятных последствий поведения, стоимость реакции и тайм-аут. На практике применение наказания часто может сопровождаться нежелательными эффектами, поэтому используются только вместе с процедурами подкрепления (например, подкрепления поведения, альтернативного нежелательному), в одиночку, как таковые, они плохо работают. Нежелательные последствия применения процедур наказания могут заключаться, например, в том, что возрастают различные другие нежелательные формы поведения (не те, за которые наказывали) и при этом снижается желательное поведение. Некоторые другие потенциальные нежелательные эффекты включают в себя избегание и действия в обход нежелательных последствий (уклонение), разного рода эмоциональные реакции и даже, наоборот, к временному усилению поведения.

### Угасание реакции
Угасание реакции — это технический термин для описания процедуры прекращения подкрепления того поведения, которое до этого усиливалось, после чего целевое поведение угасает, то есть перестаёт повторяться с той же частотой в будущем (Купер и др.). Процедура угасания реакции часто предпочтительнее, чем процедуры наказания, которые часто считаются неэтичными и во многих штатах США запрещены. Тем не менее процедура угасания реакции должна выполняться осторожно и только под наблюдением профессионалов, так как она сопровождается так называемым «взрывом». «Взрыв» — это временное увеличение частоты, интенсивности и/или продолжительности поведения, предназначенного для угасания. Другие характеристики взрыва включают в себя а) сильные эмоциональные реакции, в том числе агрессию и истерики, б) появление новых видов поведения, которых обычно не было до процедуры угасания. Эти новые типы поведения являются основным компонентом процедуры формирования реакции.

### Речевое поведение
Система классификации анализа поведения Скиннера была применена для лечения целого ряда коммуникативных расстройств. Скиннер выделил несколько видов вербальных оперантов:
- Такт (англ. TACT) — называние предметов, упоминание действий, свойств предметов или событий в окружающей среде, например, «Холодно!», или «Кошка!», или «Птичка полетела». Термин произошёл от слова «контакт», так как он подразумевает контакт с каким-либо свойством окружающей среды, которое и вызывает эту вербальную реакцию.
- Манд — это вербальные реакции, под которыми, в первую очередь, подразумеваются просьбы о конкретных предметах или о помощи, а также отказ от конкретных предметов или действий. В отличие от реакции «такт», которая является направленной на взаимодействие, привлечение внимания другого человека или способом разделить с другими общие впечатления, «манд» имеет под собой прямую выгоду, то есть получение какого-то предмета или действия. Это поведение находится под контролем тех мотивационных операций (хочу чего-то), которые подкрепляют именно это поведение (получил тот предмет, который просил). Термин «манд» происходит от слов «команда» (command) и «требование» (demand)[34].

- Интравербальность — речевое поведение клиента находится под речевым же контролем окружающих.
- Автоклитичность — вербальные реакции одного говорящего, которые меняют эффект от воздействия первичного обусловливания из окружающей среды.

Для оценки речевого поведения с помощью системы Скиннера можно посмотреть статью Оценка базовых речевых навыков и навыков обучения.

### Повторяемость
Это свойство реакции. Реакция может происходить неоднократно в течение времени. Подсчитать и записать это свойство можно по таким параметрам:
- Счёт — сколько раз происходила определённая реакция/поведение.
- Периодичность/частота — количество реакций в промежуток времени.
- Ускорение — то, как меняется частота реакций со временем.

### Временная протяжённость
Это свойство указывает на то, что каждый акт поведения занимает некоторое количество времени, то есть как долго он происходит. Измерить его можно по такому параметру как:
- Продолжительность — сколько по времени длилось конкретное поведение.

### Временное местоположение
Любая реакция/поведение происходит в определённый момент времени. Параметры временного местоположения таковы:
- Быстрота реакции — время между предшествующим стимулом и началом ответной реакции на него.
- Время между реакциями — количество времени, которое проходит между двумя следующими друг за другом реакциями.

### Производные величины
Не относятся к каким-то конкретным свойствам.
- Процентное соотношение — отношение двух одноразмерных величин друг к другу.
- Количество попыток до достижения критерия качества (англ. Trials-to-criterion) — число реакций, которое нужно, чтобы достигнуть заданный уровень качества выполнения задания.

## Анализ изменений в поведении

##### Прямой описательный функциональный анализ поведения
Как и в случае функционального анализа, описательный функциональный анализ поведения использует прямое наблюдение за поведением; однако, в данном случае наблюдения проводятся в естественных условиях. Поэтому описательный анализ предполагает наблюдение за проблемным поведением во время событий, не организованных заранее.
Существует три варианта описательного анализа:
- Постоянная запись всех событий в таблицу ABC (антецедент-поведение-последствие) — наблюдатель записывает случаи целевого поведения и выбранные события окружающей среды в естественной обстановке.
- Эпизодическая запись данных в таблицу ABC — данные собираются только тогда, когда наблюдается интересующее поведение, и запись охватывает любые события, которые непосредственно предшествуют целевому поведению и следуют за ним.
- Точечные диаграммы — Таблица повременной регистрации проявлений поведения. Способ отображения данных, который позволяет увидеть, возникает ли проблемное поведение чаще в определенные промежутки времени, и если да, то насколько чаще.[36][37]

##### Непрямой описательный функциональный анализ поведения
Этот метод использует структурированные собеседования, листы сбора данных, рейтинговые шкалы или опросники, с помощью которых получают информацию о событиях или об условиях, связанных с проблемным поведением, от лиц, знакомых с тем человеком, который проявляет такое поведение (то есть тех, кто заботится о человеке, его учителей, родителей), или его самого. Метод называют «непрямой», потому что он не предполагает непосредственного наблюдения за поведением, а скорее запрашивает информацию, основанную на воспоминаниях других о поведении.
- Преимущества — некоторые данные могут стать полезным источником информации для последующих, более объективных оценок и способствовать развитию гипотез о переменных, которые могут вызывать или поддерживать проблемное поведение.
- Ограничения — информаторы могут не иметь точных и непредвзятых воспоминаний о поведении и условиях, при которых оно происходило.

#### Проведение функционального анализа поведения
Учитывая сильные стороны и ограничения различных процедур ФАП, его лучше всего рассматривать как четырехэтапный процесс:
1. Сбор информации посредством непрямого и прямого описательного анализа.
2. Интерпретация информации непрямого и прямого анализа и формулирование гипотезы о цели проблемного поведения.
3. Проверка гипотезы с помощью функционального анализа.
4. Разработка вариантов вмешательства на основе функции проблемного поведения.

## Технологии, обнаруженные в ходе исследований ABA

### Алгоритм задачи
Пошаговая последовательность выполнения задачи. Составление алгоритма задачи представляет собой разбиение сложной задачи на небольшие, легко выполнимые этапы, которые можно освоить путём формирования поведенческой цепочки: формирование поведенческой цепочки в прямой последовательности, формирование поведенческой цепочки в обратной последовательности. Алгоритм задачи используется в управлении организационным поведением, направлении прикладного анализа поведения, которое представляет собой применение принципов анализа поведения и методов управления непредвиденными обстоятельствами для изменения поведения в организационных условиях. Поведенческие сценарии часто возникают в результате алгоритма задач. Берган использовал алгоритм задачи для поведенческого консультирования, а Томас Кратохвилл разработал программу обучения, основанную на обучении навыкам Бергана. Аналогичный подход был использован для разработки тренинга микронавыков для консультантов. Позже Айви назовет эту «бихевиористскую» фазу очень продуктивной и подход, основанный на навыках, стал доминировать в обучении консультантов в 1970–1990-х годах. Алгоритм задач также использовался для определения навыков, необходимых для начала карьеры. В сфере образования Энглеманн (1968) использовал алгоритм задач как часть методов разработки учебной программы прямого обучения.

### Формирование поведенческой цепочки
Навык, который необходимо изучить, разбит на небольшие блоки для облегчения обучения. Например, человек, который учится чистить зубы самостоятельно, может начать с обучения отвинчиванию крышки зубной пасты. Как только он освоит это, следующим шагом может быть сжатие тюбика и т. д.
В случае проблемного поведения также можно проанализировать поведенческие цепочки и разорвать цепочку, чтобы предотвратить такое поведение. Некоторые поведенческие терапии, такие как диалектическая поведенческая терапия, широко используют анализ поведенческих цепочек.

### Generalization (Обобщение)
Обобщение — это способность учащегося осуществить целевое поведение в условиях или ситуациях, отличных от учебных. 
Например, ученик может научиться управлять моторизированной коляской на компьютере, а затем применить этот навык при управлении коляской. Другой пример обобщения навыков: ученик практиковался в поддержании диалога с логопедом в школе, а затем смог разговаривать со сверстниками на прогулке в городе.

### Метод формирования реакций
Этот метод подразумевает под собой постепенное изменение существующей формы поведения в ту, которая нам нужна. Например, если обучаемый играет с собакой очень грубо (не гладит, а бьёт, например), то мы, работая методом формирования реакции, будем подкреплять только то поведение, при котором обучаемый касается собаки более мягко.

### Видеомоделирование
Одним из методов обучения, который оказался эффективным для некоторых учащихся, особенно детей, является использование видеомоделирования (использование записанных на видео последовательностей в качестве образцов поведения). Тераписты могут использовать его для помощи в освоении как вербальных, так и произвольных двигательных реакций, в некоторых случаях для длинных цепочек поведения.

### Вмешательства, основанные на функциональном анализе поведения
Критически важным для поведенческих аналитических вмешательств является концепция систематической формулировки поведенческого случая с функциональной поведенческой оценкой или анализом в основе. Этот подход должен применять поведенческую аналитическую теорию изменений. Эта формулировка должна включать в себя тщательный функциональный анализ, оценку навыков, анализ цепочки поведения, оценку среды, рассмотрение существующих основанных на фактических данных поведенческих моделей проблемного поведения (таких как модель хронической боли Фордайса). а затем план вмешательства, основанный на том, как факторы среды влияют на поведение. Некоторые утверждают, что формулировку поведенческого анализа можно улучшить с помощью оценки правил и управляемого правилами поведения. Некоторые из вмешательств, возникающих в результате такого типа концептуализации, включают в себя обучение определенным коммуникативным навыкам для замены проблемного поведения, а также стратегии конкретных условий, предшествующих событий, поведения и последствий.
Помимо АВА терапии примером такого вмешательства может служить Денверская модель раннего вмешательства.

## Эффективность при аутизме
Методы ABA очень часто применяются для коррекции поведения при расстройствах аутистического спектра, причём настолько часто, что сами по себе методы ABA часто считают только методами коррекции поведения при аутизме.
В российской дефектологии ряд специалистов указывают на ограничения ABA как поведенческого подхода, ограничивая сферу его применения при аутизме выработкой конкретных навыков и помощью подросткам и взрослым с тяжелой формой аутизма, не получавшим коррекционной помощи в детском возрасте, и отказывая ему в статусе основного, «базового» подхода к коррекции этого нарушения развития. ABA-тераписты(специалисты в области ABA) отмечают, что в основе применения АВА лежит индивидуальный подход, поэтому иногда поведенческие методики применяются как основной метод абилитации, а иногда — как вспомогательный. Также ABA остается единственным подходом с доказанной эффективностью при оказании помощи детям с аутизмом.
В рамках прикладного анализа поведения выделилось несколько подходов, ориентированных именно на детей с аутизмом и расстройствами аутистического спектра: обучение методом отдельных попыток (англ. discrete trial training), тренировка ключевого ответа (англ. pivotal responce treatment), спонтанное обучение и прикладное речевое поведение (англ. applied verbal behavior).